# Jesper Juelsgård
Jesper Lindorff Juelsgård (ur. 26 stycznia 1989 w Spjald) – duński piłkarz występujący na pozycji obrońcy. Dwukrotny reprezentant kraju.

## Kariera klubowa
Juelsgård pochodzi z Spjald i tam też rozpoczął karierę piłkarską w klubie Spjald IF. Był również zawodnikiem młodzieżowych drużyn FC Midtjylland. W 2007 został przeniesiony do pierwszego zespołu Midtjylland. W 2008 został wypożyczony na pół roku do Skive IK. W barwach Midtjylland zadebiutował w Superligaen 2 listopada 2008 w przegranym 1:2 spotkaniu z Aarhus GF. Pierwszego gola w tych rozgrywkach zdobył 16 sierpnia 2010 w wygranym 2:1 meczu z Aalborgiem. Łącznie dla Midtjylland rozegrał 144 ligowe spotkania, w których strzelił 2 gole.
7 lipca 2014 podpisał 3-letni kontrakt z francuskim Evian TG. W Ligue 1 zadebiutował 9 sierpnia 2014 w przegranym 0:3 spotkaniu z SM Caen. W sezonie 2014/2015 jego zespół spadł do Ligue 2. Łącznie dla Evian Juelsgård rozegrał 13 ligowych spotkań. 
28 sierpnia 2015 wrócił do Danii i został zawodnikiem Brøndby IF, dla którego rozegrał 19 spotkań w Superligaen. 31 sierpnia 2016 przeszedł do Aarhus GF. W barwach tego zespołu wystąpił w 109 ligowych meczach, w których zdobył 3 bramki.
22 lutego 2022 został piłkarzem islandzkiego Knattspyrnufélagið Valur. 12 stycznia 2023 przeszedł do FC Fredericia. Podpisał z tym klubem kontrakt do lata 2024, który następnie został przedłużony o rok. W 2025 wywalczył z klubem awans do Superligaen. W tym samym roku ogłosił zakończenie kariery zawodniczej.

## Kariera reprezentacyjna
Juelsgård występował w młodzieżowych reprezentacjach Danii. W 2011 rozegrał jedno spotkanie na mistrzostwach Europy U-21. W pierwszej reprezentacji Danii rozegrał dwa spotkania – wystąpił 15 sierpnia 2012 w przegranym 1:3 meczu towarzyskim ze Słowacją oraz 5 marca 2014 w przegranym 0:1 spotkaniu towarzyskim z Anglią.

## Statystyki

### Klubowe
Opracowano na podstawie:
| Sezon   | Klub            | Kraj     | Rozgrywki         | Mecze | Bramki | Rozgrywki Europy             | Mecze | Bramki |
| ------- | --------------- | -------- | ----------------- | ----- | ------ | ---------------------------- | ----- | ------ |
| 2007/08 | FC Midtjylland  | Dania    | SAS Ligaen        | 0     | 0      | –                            | –     | –      |
| 2007/08 | Skive IK (wyp.) | Dania    | 1. division       | 15    | 1      | –                            | –     | –      |
| 2008/09 | FC Midtjylland  | Dania    | SAS Ligaen        | 13    | 0      | Liga Europy UEFA             | 1     | 0      |
| 2009/10 | FC Midtjylland  | Dania    | SAS Ligaen        | 7     | 0      | –                            | –     | –      |
| 2010/11 | FC Midtjylland  | Dania    | Superligaen       | 32    | 1      | –                            | –     | –      |
| 2011/12 | FC Midtjylland  | Dania    | Superligaen       | 31    | 0      | Liga Europy UEFA             | 4     | 0      |
| 2012/13 | FC Midtjylland  | Dania    | Superligaen       | 30    | 0      | Liga Europy UEFA             | 2     | 0      |
| 2013/14 | FC Midtjylland  | Dania    | Superligaen       | 31    | 1      | –                            | –     | –      |
| 2014/15 | Evian TG        | Francja  | Ligue 1           | 11    | 0      | –                            | –     | –      |
| 2015/16 | Evian TG        | Francja  | Ligue 2           | 2     | 0      | –                            | –     | –      |
| 2015/16 | Brøndby IF      | Dania    | Superligaen       | 15    | 0      | –                            | –     | –      |
| 2016/17 | Brøndby IF      | Dania    | Superligaen       | 4     | 0      | Liga Europy UEFA             | 4     | 0      |
| 2016/17 | Aarhus GF       | Dania    | Superligaen       | 23    | 2      | –                            | –     | –      |
| 2017/18 | Aarhus GF       | Dania    | Superligaen       | 19    | 0      | –                            | –     | –      |
| 2018/19 | Aarhus GF       | Dania    | Superligaen       | 27    | 0      | –                            | –     | –      |
| 2019/20 | Aarhus GF       | Dania    | Superligaen       | 11    | 1      | –                            | –     | –      |
| 2020/21 | Aarhus GF       | Dania    | Superligaen       | 24    | 0      | –                            | –     | –      |
| 2021/22 | Aarhus GF       | Dania    | Superligaen       | 5     | 0      | Liga Konferencji Europy UEFA | 1     | 0      |
| 2022    | Valur           | Islandia | Besta-deild karla | 24    | 2      | –                            | –     | –      |
| 2022/23 | FC Fredericia   | Dania    | 1. division       | 13    | 0      | –                            | –     | –      |
| 2023/24 | FC Fredericia   | Dania    | 1. division       | 30    | 1      | –                            | –     | –      |
| 2024/25 | FC Fredericia   | Dania    | 1. division       | 9     | 0      | –                            | –     | –      |